# Väsby, Ljusterö
Väsby är en by som uppstått kring Väsby gård, tidigare säteri på Ljusterö, i Stockholms norra skärgård.

## Historia
I den äldsta bevarade fogderäkningen för Värmdö skeppslag från 1535 är bland andra följande sex gårdar på Ljusterö omtalade: Bolby, Väsby, Ösby, Gärdsvik, Inneby och Mörtsunda. Väsby nämndes alltså tidigast i 1535 års jordebok men har en äldre historia.
1641 blev Lennart Torstenson genom donationsbrev innehavare av hela Norra Ljusterö i Stockholms norra skärgård, och Väsby blev säteri. Väsby blev vid denna tid kartlagt, byn bestod då av fyra gårdar och ansågs vara ens stor by. Väsby bestod då av 33 mantal och tre hemman i grannbyn Ösby, samt det enda hemmanet i Kårboda. En timmerbyggnad uppfördes, vilken revs i början av 1800-talet.
Men Torstensson bodde sällan på Väsby, p.g.a. sin starka reumatism, vilken han ådragit sig efter att han under striderna vid Alte Veste av fienden tillfångatagen och hölls till 1633 fången i ett fuktigt fängelse i Ingolstadt, där grunden lades till hans stora sjuklighet. Förutom kortare vistelser i Väsby bodde han på Ulvsunda slott.
Efter Torstenssons död 1651 tog hans änka Beata De la Gardie över säteriet, och var periodvis bosatt längre tider på Väsby säteri. Under hennes tid fick Mellansjö ett kapell vid nuvarande Oppgården, samt hennes egen huskaplan verkade som präst för församlingen, innan man anställde en ny präst.
1719 erhöll två bönder i Bolby skattelättnader, när de rustade två ryttare åt Väsby säteri.

## Del av Östanå
Senare ingick Väsby säteri i godset Östanå.
Genom arv tillföll Östanå därefter släkterna Sparre och Meijerfeldt. Det såldes 1782 till kommerserådet Simon Bernhard Hebbe som även köpte den närliggande Mälby gård och Vira bruk. Han gjorde 1800 Östanå till fideikommiss. Det ärvdes av hans dotter Kristina Elisabet Hebbe, gift med överintendenten  Carl Fredrik Fredenheim. Genom hennes sondotter Elisabet Gustava Fredenheim kom Östanå att övergå till släkten Boström och ägdes från 1907 av G. S. Boström, son till statsminister Erik Gustaf Boström.
Fideikommisset ombildades under 1900-talet till Aktiebolag, vilket 1997 sålde Väsby gård till privata ägare.

## Konferenser och golf
Väsby gårds mangårdsbyggnad är renoverad och är idag konferensanläggning, och där boskap förr betade, spelar man idag golf, organiserat sedan 1991 av Ljusterö golfklubb